# Southeast Arcadia
Southeast Arcadia – jednostka osadnicza w Stanach Zjednoczonych, w stanie Floryda, w hrabstwie DeSoto.